# ステイ (ファラウェイ、ソー・クロース!)
「ステイ（ファラウェイ、ソー・クロース!）」（Stay (Faraway, So Close!)）は、U2の1993年アルバム『Zooropa』に収録されている曲で、シングルカットされた。

## 概要
元は『Achtung Baby』のレコーディング時にアコギのシークエンスにボノがメロディを付けたデモで、ビル・フラナガンの『U2 At The End of the World』で「Sinatra」という曲として言及されている。本の中で曲をVibes、Songs、Soundtracksの3つのカテゴリーに分けたリストが紹介されており、この曲はSongsとSoundtracksに分類されている。2つのカテゴリーに分類されているのはこの曲だけである。
元々はフランク・シナトラに影響されたティン・パン・アレー風の曲だったが、曲作りが進むにつれ、当時のベルリンの雰囲気やZoo-TVの熱気が曲に反映した。そして歌詞に「Stay」のフレーズがあったことから、最終的にフラッドがタイトルを「Stay」に変えた。そしてヴィム・ヴェンダースが映画『時の翼にのって』のための曲を探していると聞きつけ、映画のサントラ用に作ることにして、タイトルも副題に映画のタイトルをつけて、「Stay (Faraway, So Close!)」となった。
第51回ゴールデングローブ賞ベストオリジナルソング賞にノミネートされたが、授賞は逃した。
エッジがZooropaで1番好きな曲であり、ボノとフラッドはU2のオールタイムベストの1つに挙げている。ちなみにルー・リードはこの曲のラリーのドラムがお気に入りなのだそうだ。
クレイグ・アームストロングによるリテイクがある→「ステイ (ファラウェイ、ソー・クロース!)」。

## 収録曲

### Version 1 CD（日本盤）
1. Stay (Faraway, So Close!)
2. I've Got You Under My Skin
3. Lemon (Bard Yard Club)
4. Lemon (Perfecto  Mix)

### Version 2 CD（UK盤）
1. Stay (Faraway, So Close!)
2. Slow Dancing
3. Bullet the Blue Sky (live)
4. Love is Blindness (live)

### Version 3 Vinyl（UK盤）
1. Stay (Faraway, So Close!)
2. I've Got You Under My Skin

## PV
- 監督：ヴィム・ヴェンダース
- プロデューサー：デビー・メイソン
- 編集：ジェリー・カーター
- ロケ地：ベルリン
- 撮影日：1993年10月
- リリース日：1993年11月

PVに登場するバンドのボーカルを演じているのはレット・ベッカーというドイツ人女優で、映画『時の翼に乗って』に出演していたオットー・ザンダーのまま娘である。

## アウトアピアランス
- New Releases Autumn 1993 (1993) - EMIがヨーロッパ向けにオランダでリリースしたプロモCD。1993年の秋にEMIからリリースされた曲を収録している。U2はEMIから作品をリリースしていないが、ヴィム・ヴェンダースの『時の翼に乗って』のサントラがEMIからリリースされている関係で「Stay (Faraway, So Close!) (Promotional Edit)」「 The Wanderer (Promotional Edit)」を提供している。いずれもアルバムヴァージョンより長く、別のボーカルが吹き込まれている。
- 『時の翼にのって』 (1993) - ヴィム・ヴェンダースの1993年の映画のサントラ。このアルバムに収録されているヴァージョンはボノの「ドゥドゥドゥ……」というバックコーラスが流れ、アルバムヴァージョンより長い。
- Select Presents Exclusives (1995) - Selectというイギリスの音楽雑誌の1995年4月号の付録のカセットテープに「Stay (Underdog Mix)」を提供。リミックスを手掛けたのはUnderdogことトレヴァー・ジャクソン。当時、このヴァージョンはファンクラブ会員限定リリースの『Melon』でしか聴けなかった。このカセットテープは『Melon』のリリース前にリリースされたので、ファンクラブのプロモーションの一環と言える。
- Underdogs Greatest Bits Volume Two (2012) - Underdogのコンピ。「Stay (Underdog Mix)」を収録。

## リミックス
- Underdog Mix (1995)

by Underdog (Trevor Jackson) (Melon: Remixes for Propaganda 収録)

## B面曲

### I've Got You Under My Skin
→「I've Got You Under My Skin」

### Slow Dancing
ボノがウィリー・ネルソンのために書いた曲で、Lovetownツアーの1989年12月1日の大阪公演で初披露されて以来、何度がライブで演奏されていた。「Stay (Faraway, So Close!)」をレコーディングしている際、ボノはギターを手に取ってこの曲を弾いた。演奏を終えると、フラッドにレコーディングしたいか尋ねたが、実はマイクはオンになっていて、レコーディングされていた。その後、ボノは2テイク目をレコーディングした。イーノのお気に入りだったため、『Zooropa』に収録される予定だったが、結局、見送られた。